# تسهیل بازرگانی
تسهیل بازرگانی مبحثی است که به بررسی نحوه ارتقا فرایندها و نظارت‌های حاکم بر تجارت محصولات به منظور کاهش بار هزینه‌ها و حداکثرسازی کارایی رویه‌های تجاری، ضمن رعایت قوانین و مقررات می‌پردازد. هزینه‌های تجاری ممکن است پیامد مسائلی چون گردآوری اطلاعات و مجوز‌های لازم، جریمه‌ها، تاخیرها، و مواردی دیگر از این دست باشند.
بنا به تعریف سازمان تجارت جهانی، تسهیل بازرگانی (به انگلیسی: Trade facilitation) عبارتست از «ساده‌سازی و هماهنگ‌سازی رویه‌های بازرگانی بین‌المللی».
گاهی اوقات، اصطلاح تسهیل تجارت برای پرداختن به یک دستور کار جامع تر در توسعه بازرگانی می‌شود و موارد زیر را در بر می‌گیرد:
- بهبود زیرساخت‌های حمل و نقل و ترابری کالاها،
- حذف فساد
- نوسازی گمرک
- حذف سایر موانع بازرگانی
- ترویج صادرات.

## اهداف
تسهیل تجارت اساساً به دلیل عوامل زیر در دستور کار بین‌المللی قرار گرفت:
1. اجرای موفقیت‌آمیز سیاست آزادسازی تجارت در چارچوب سازمان تجارت جهانی باعث کاهش چشمگیر موانع تعرفه ای و غیرتعرفه ای رایج در کشورهای توسعه یافته شد.
2. کاهش تعرفه‌های گمرکی باعث شد که میزان حقوق ورودی با توجه به رعایت تشریفات گمرکی و مرزی، متناسب یا حتی کمتر از هزینه‌های مبادلات تجاری (TTC) شده باشد.
3. توسعه صنعتی در دنیای مدرن جهانی بر اساس زنجیره‌های ارزش جهانی (GVC) حرکت فرامرزی کالا را دگرگون کرده‌است. امروزه بیش از نیمی از کل واردات و صادرات کشورهای توسعه یافته را «کالاهای واسطه ای» تشکیل می‌دهند که اجزای GVC مربوطه هستند. بر این اساس، هزینه مرزهای گمرکی برای تجارت افزایش چشمگیری داشته‌است.
4. گسترش فرآیندهای تولید بر اساس اصول Just-In-Time (JIT) و محموله‌های تجارت الکترونیک که الزامات ترخیص سریع کالا توسط گمرک را افزایش داد.

## مفاهیم و مسائل تسهیل بازرگانی
تسهیل بازرگانی ریشه در زمینه‌های لجستیک و مدیریت زنجیره تأمین دارد. تسهیل تجارت به بهبودهای عملیاتی در رابطه بین بازرگانی و دولت و هزینه‌های مبادله مرتبط می‌پردازد. تسهیل تجارت به یک ویژگی کلیدی در امنیت زنجیره تأمین و برنامه‌های نوسازی گمرک تبدیل شده‌است.
برخی از سازمان‌هایی که تسهیل تجارت را ترویج می‌کنند، بر کاهش تشریفات در بازرگانی بین‌المللی به عنوان هدف اصلی خود تأکید می‌کنند. ایده‌ها و مفاهیم تبلیغ شده برای اصلاح رویه‌های تجاری و گمرکی به‌طور کلی حول موضوعات زیر مطرح است:
- قوانین و رویه‌های ساده
- یادداشت تفاهم (MoUs)
- همسویی رویه‌ها و پایبندی به کنوانسیون‌های بین‌المللی
- مشاوره تجاری
- قوانین و رویه‌های شفاف و قابل اجرا
- تطبیق شیوه‌های تجاری
- انعطاف‌پذیری عملیاتی
- استانداردهای خدمات عمومی و معیارهای عملکرد
- مکانیسم‌های اصلاحات و تجدید نظر
- اجرای منصفانه و مستمر
- تناسب قانون و کنترل با ریسک
- اقدامات زمان آزادسازی
- تجارت بدون کاغذ
- مدیریت ریسک و مجوزهای معامله گر
- استانداردسازی اسناد و الزامات داده‌های الکترونیکی
- اتوماسیون
- تبادل الکترونیکی بین‌المللی داده‌های تجاری